# Freescale Coldfire

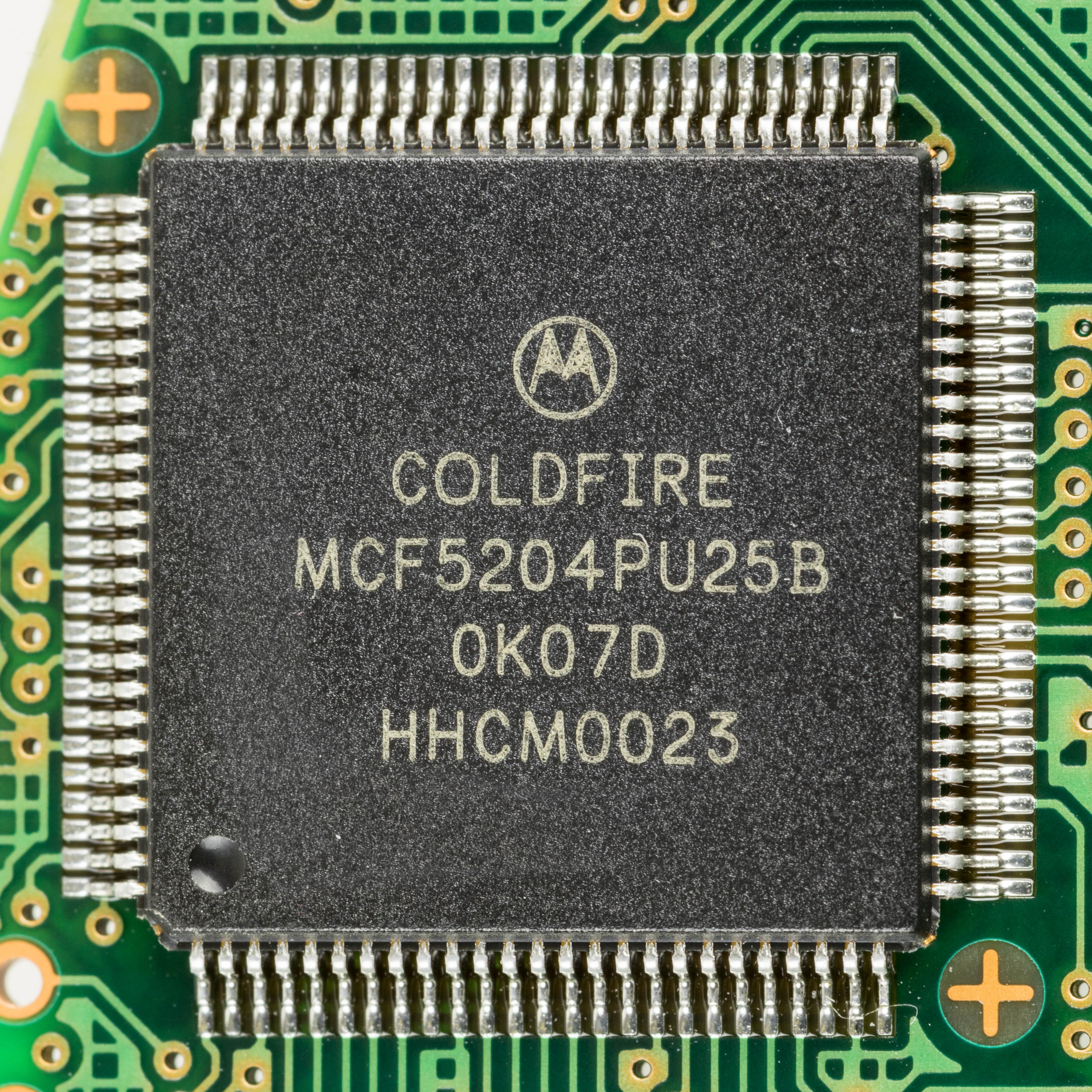
Coldfire 5204

El Freescale ColdFire es un microprocesador de arquitectura de 68k fabricado para desarrollo de sistemas integrados por Freescale (anteriormente el sector dedicado a semiconductores de Motorola).
El conjunto de instrucciones del ColdFire es compatible con código ensamblador del 68000 (mediante software de traducción suministrados por el fabricante), aunque no enteramente compatible con su código objeto. Cuando se compara con el hardware clásico del 68k, el conjunto de instrucciones difiere principalmente es que no tiene soporte para el formato empaquetado de datos de tipo Decimal Codificado en Binario (Binary Coded Decimal), o BCD; elimina algunas de las instrucciones menos utilizadas, y gran parte de instrucciones que mantiene soportan menos modos de direccionamiento. Presumiblemente esto permite obtener un decodificador de instrucciones más simple y barato. Además, para la representación de números en coma flotante se utilizan 64 bits y no 80 bits como en los modelos 68881 y 68882.
Los modelos más modernos de ColdFire son suficientemente compatibles con los procesadores 68k, de modo que ahora es posible crear código binario compatible con los Amiga clónicos. El proyecto Debian está trabajando en compatibilizar su adaptación a m68k con los ColdFires, ya que hay modelos de ColdFire que son más rápidos que el 68060 (pueden utilizar una señal de reloj de hasta 266MHz, comparado con los 60MHz que puedes conseguir de un 68060 sin realizarle un overclocking), el procesador más rápido "real" de la familia m68k.